# QZ Девы
QZ Девы (лат. QZ Virginis) — карликовая новая, двойная катаклизмическая переменная звезда типа U Близнецов (UG) или переменная звезда типа SU Большой Медведицы (UGSU) в созвездии Девы на расстоянии приблизительно 417 световых лет (около 128 парсек) от Солнца. Звёздная величина диапазона синего (B) звезды — от +15,71m до +10m. Орбитальный период — около 0,05882 суток (1,4117 часа).
Ранее используемое наименование T Льва (лат. T Leonis) не рекомендуется.
Открыта Петерсом в 1865 году**.

## Характеристики
Первый компонент — аккрецирующий белый карлик спектрального класса pec(UG). Масса — около 0,375 солнечной. Эффективная температура — около 16000 K.
Второй компонент — красный карлик спектрального класса M. Масса — около 0,11 солнечной.